# Edificio del Banco Agrario
El Edificio del Banco Agrario se encuentra a la esquina de la plaza Nikola Pašić y la calle Vlajkoviceva, en Stari Grad (ciudad vieja), Belgrado y es un monumento nacional. Fue construido según el proyecto de los arquitectos Petar y Branko Krstic.

## Historia
Al final del año 1930. el Comité directivo del banco agrario privilegiado, convocó el concurso para un edificio nuevo y auténtico, que fue construido entre 1932 y 1934, como uno de los últimos palacios банкарских de Београда, entre dos guerras mundiales, en los cuales se representó el poder político y económico del estado. Los hermanos Krstic ganaron el tercer premio en el concurso, pero el Comité decidió que ellos se encargaran de la construcción y el proyecto, con algunos cambios del concepto original de la fachada.

## Arquitectura
Fue construido específicamente como edificio comercial, con la fachada angular, redondeada y la entrada monumental. Según sus características arquitectónicas, el edificio pertenece al grupo de los edificios donde sus autores consiguieron un compromiso entre la arquitectura académica y modernista y podemos considerarla la obra maestra del art-decó serbio. La división de la fachada en tres partes, con una serie de columnas jónicas, dio la apariencia academicista del exterior de edificio, mientras que la composición de la solución funcional de la base, representa la preferencia del autor por el concepto de arquitectura modernista. Es la obra de los hermanos Krstić, quienes con este proyecto contribuyeron significativamente a la formación de la apariencia de la zona central de Belgrado y representa una de sus obras más importantes. La construcción del edificio es de hormigón armado, y la fachada es cubierta con arenisca blanca.
Después de la Segunda Guerra Mundial el edificio sufrió ciertos cambios y fue reconstruida según el proyecto de los hermanos Krstic.
Hoy en día el edificio alberga el Museo Histórico de Serbia.

## Escultura
El autor de las esculturas y numerosos relieves en el pasillo de escalera del Banco Agrario es el escultor Lojze Dolinar, y el portal principal con el ladrillo perforado en columnatas fue obra de Milenko Djordjevic.

## Galería

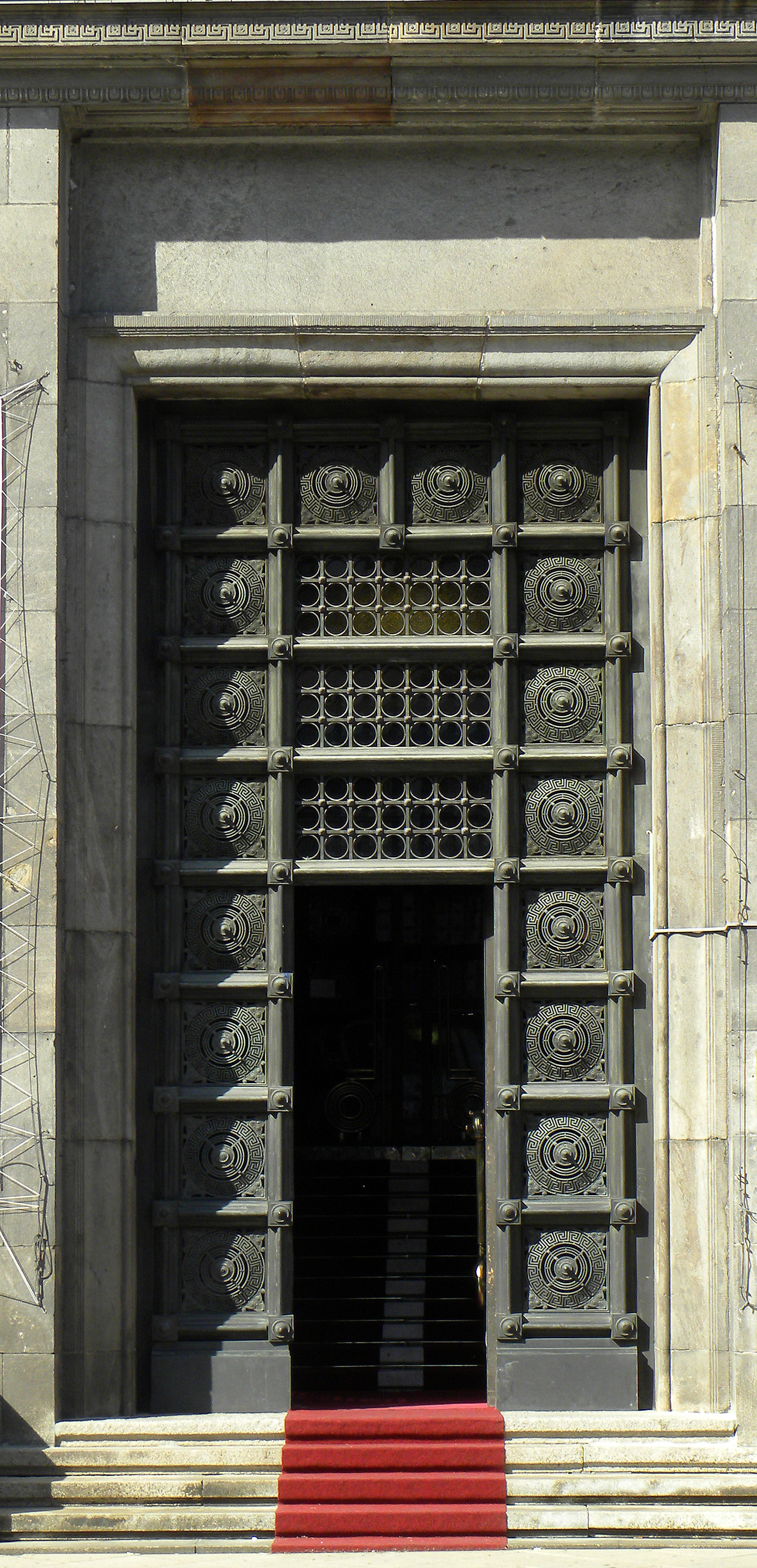
Edificio del Banco Agrario — detalle
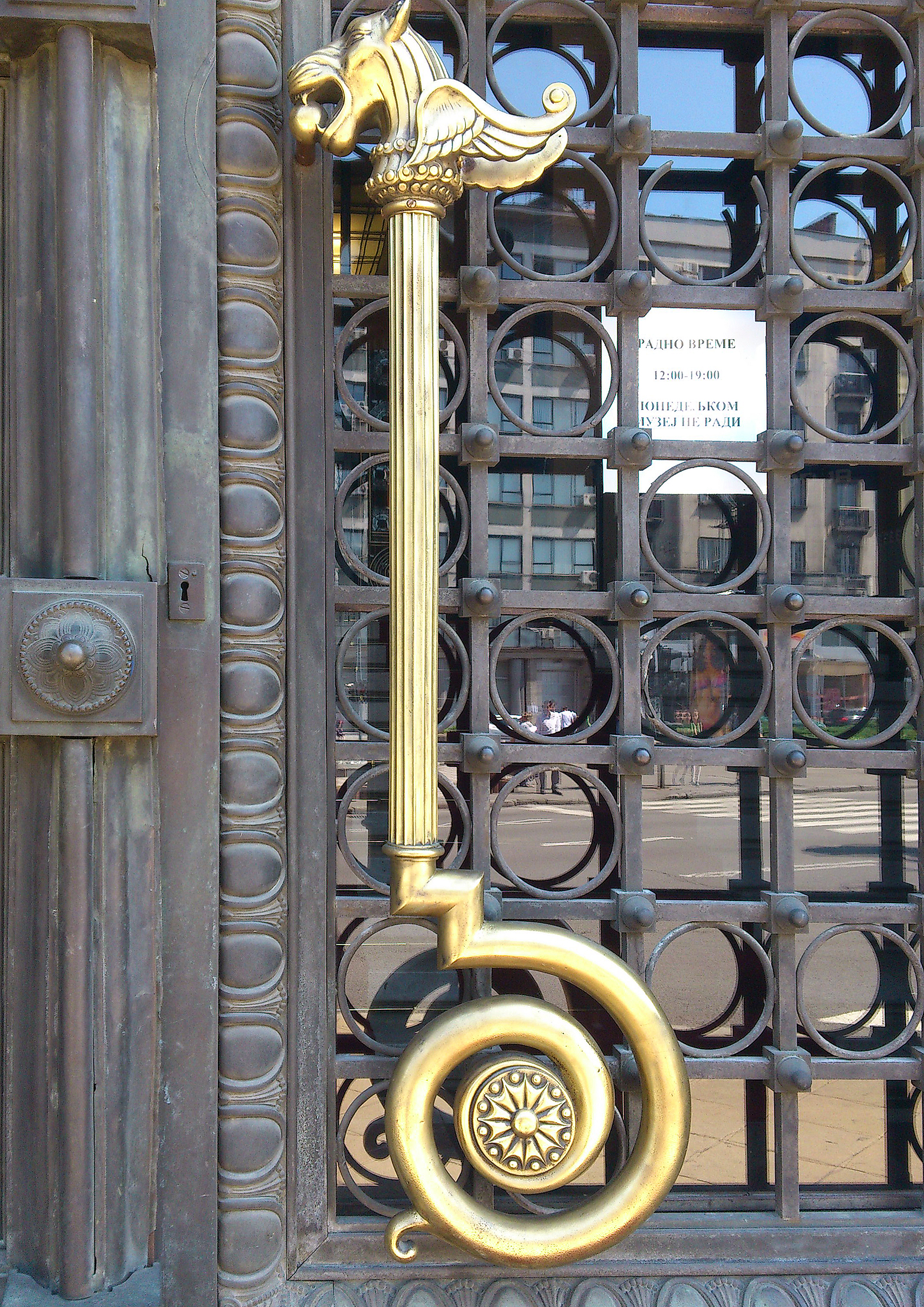
Edificio del Banco Agrario — detalle
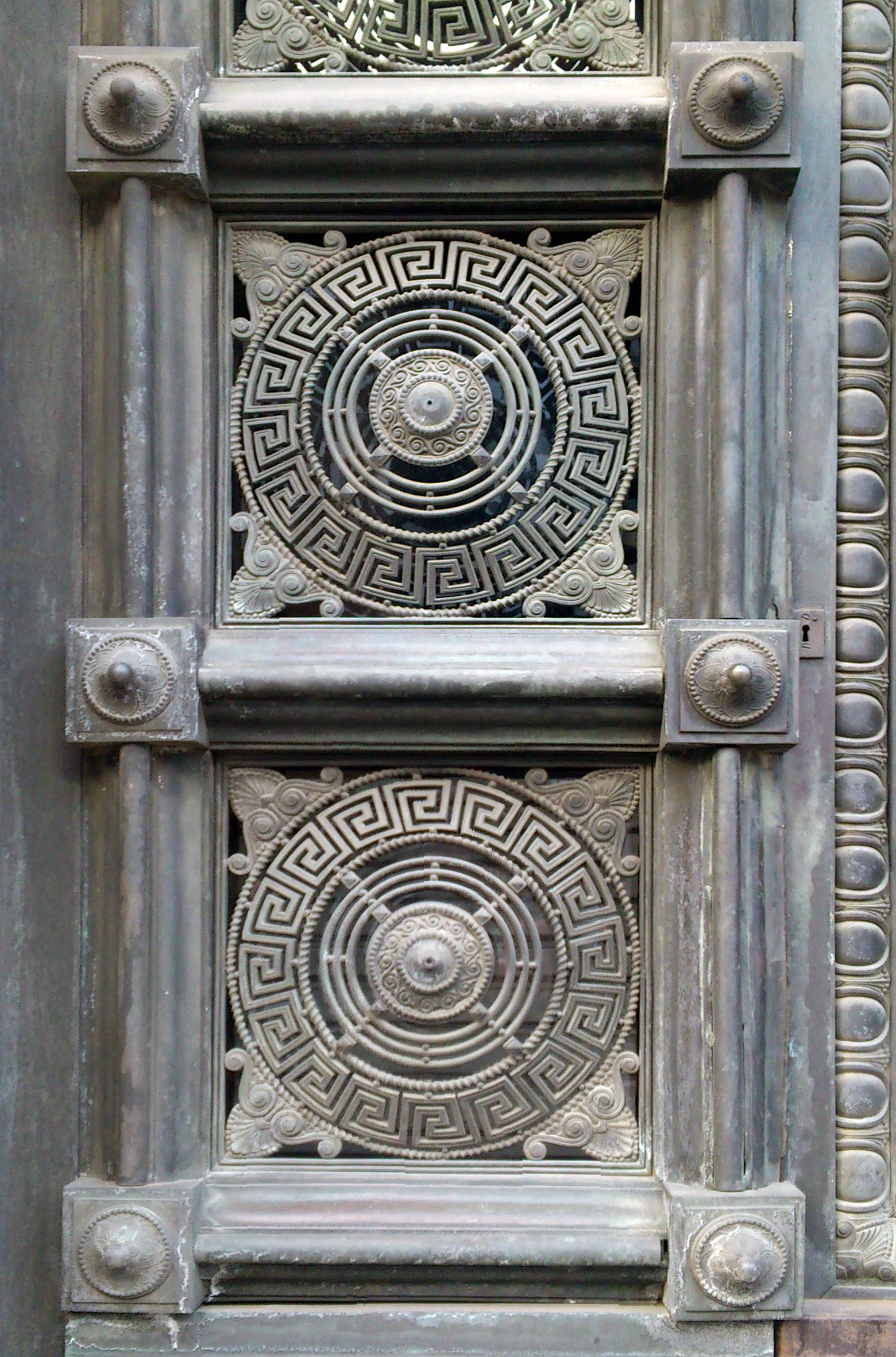
Edificio del Banco Agrario — detalle
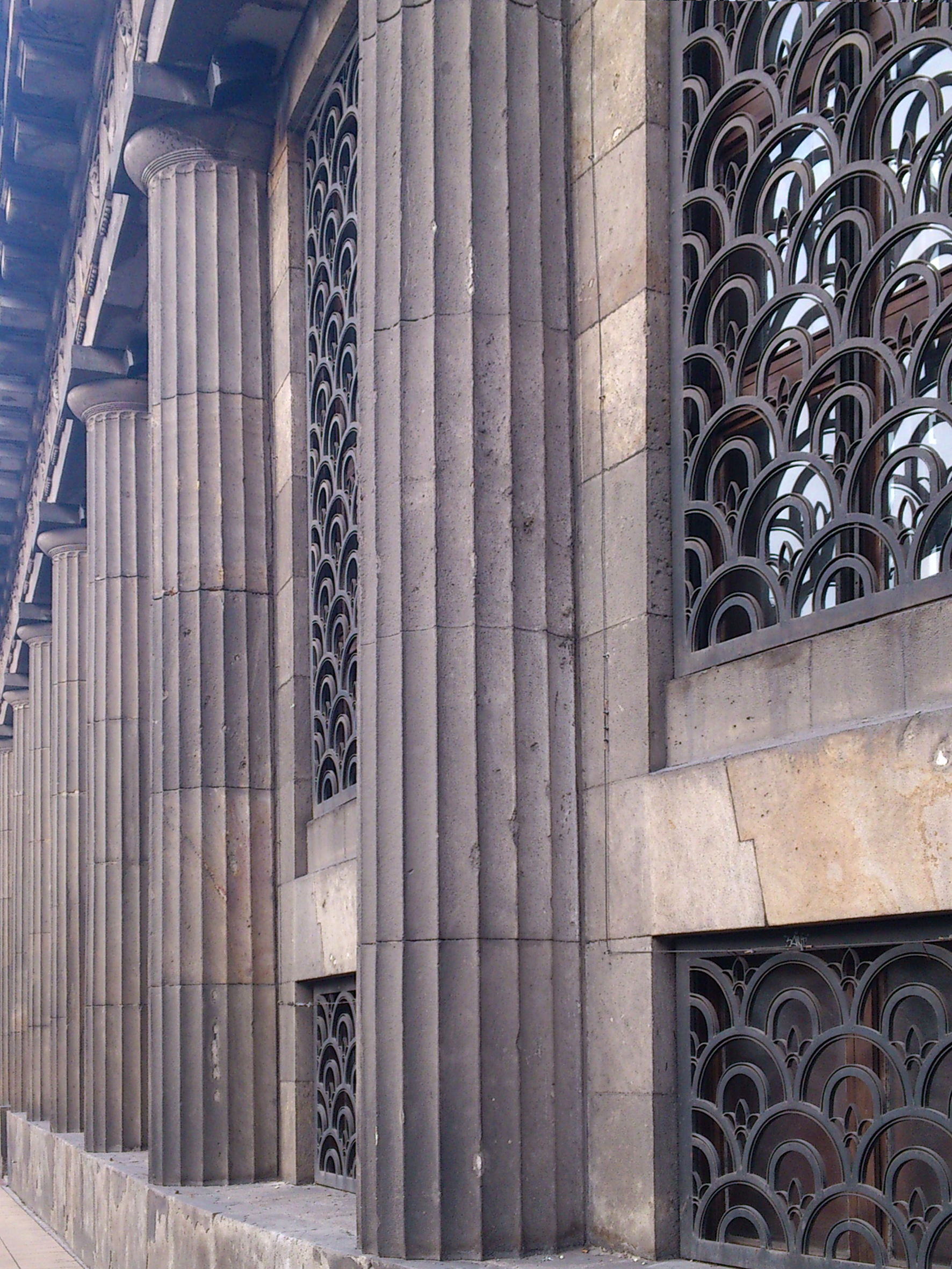
Edificio del Banco Agrario — detalle
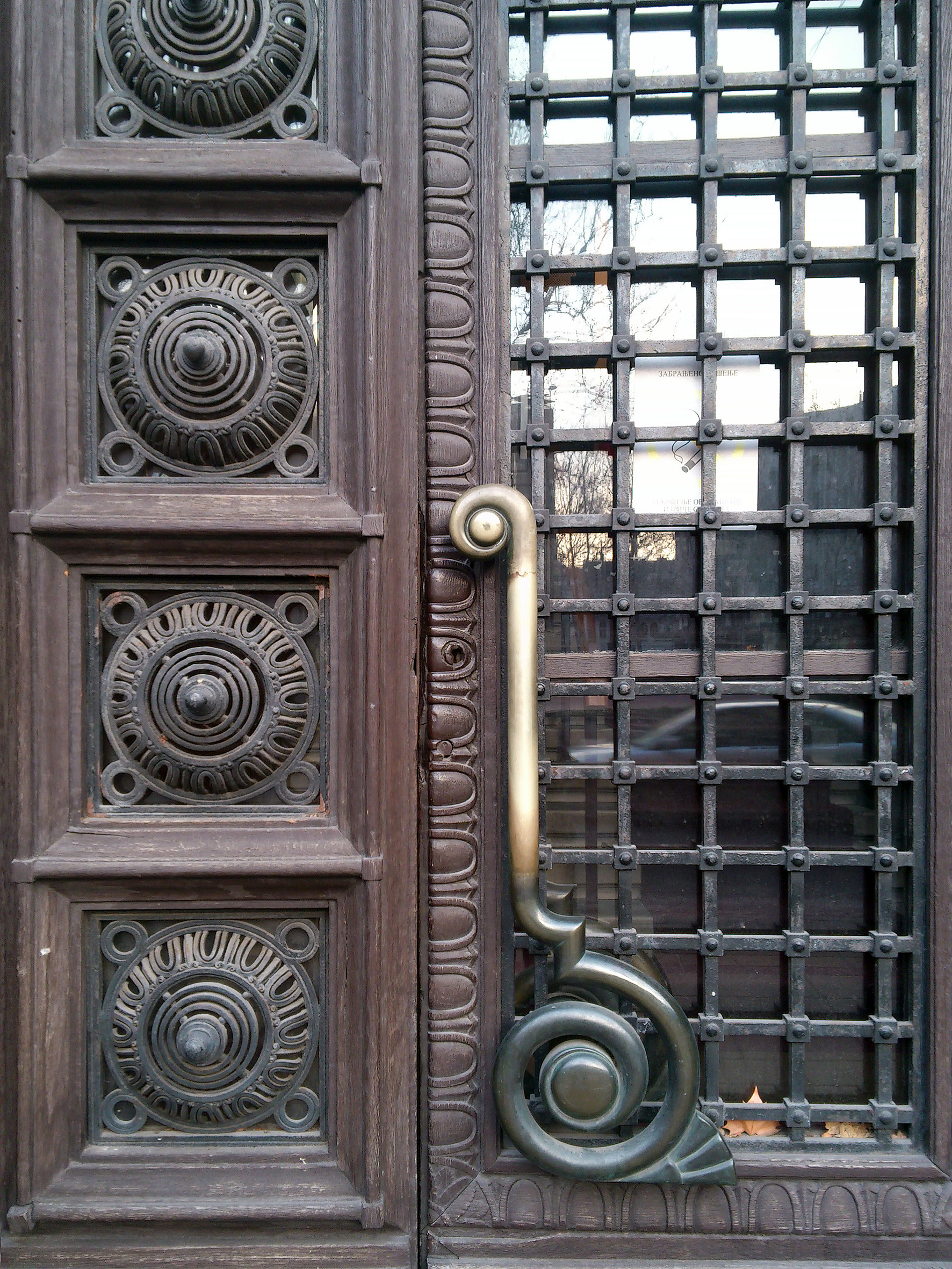
Edificio del Banco Agrario — detalle

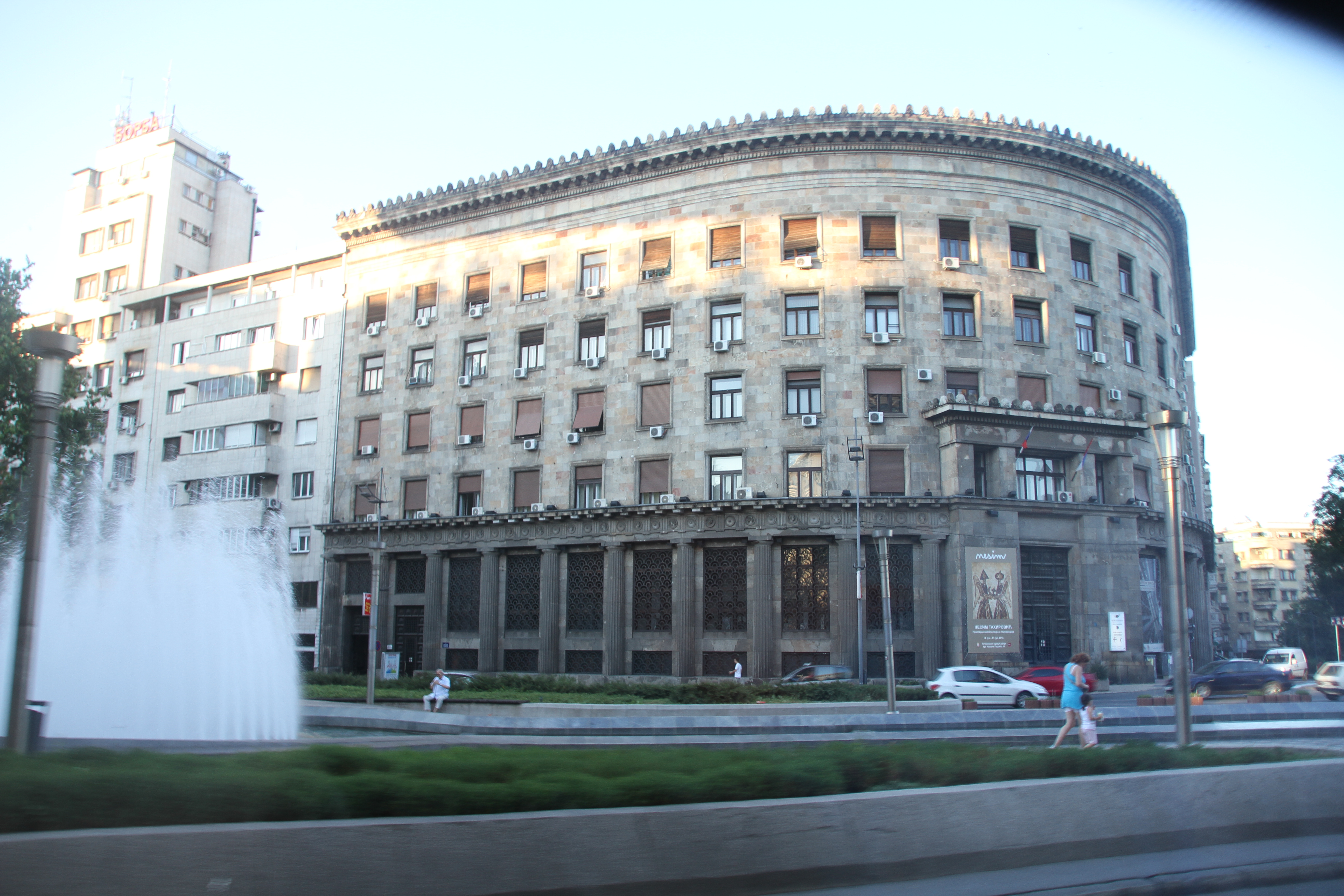
Зграда Аграрне банке
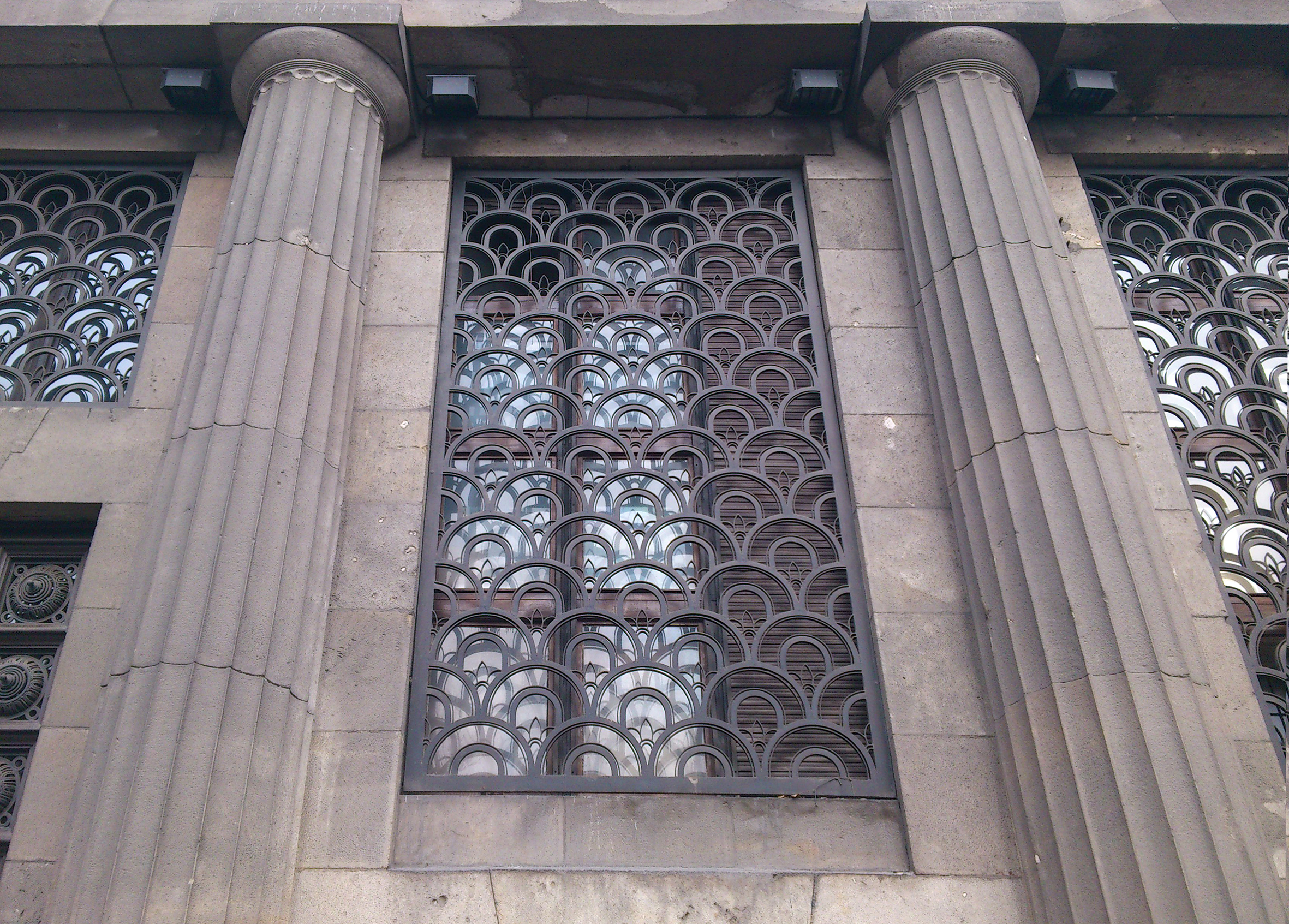
Edificio del Banco Agrario — detalle
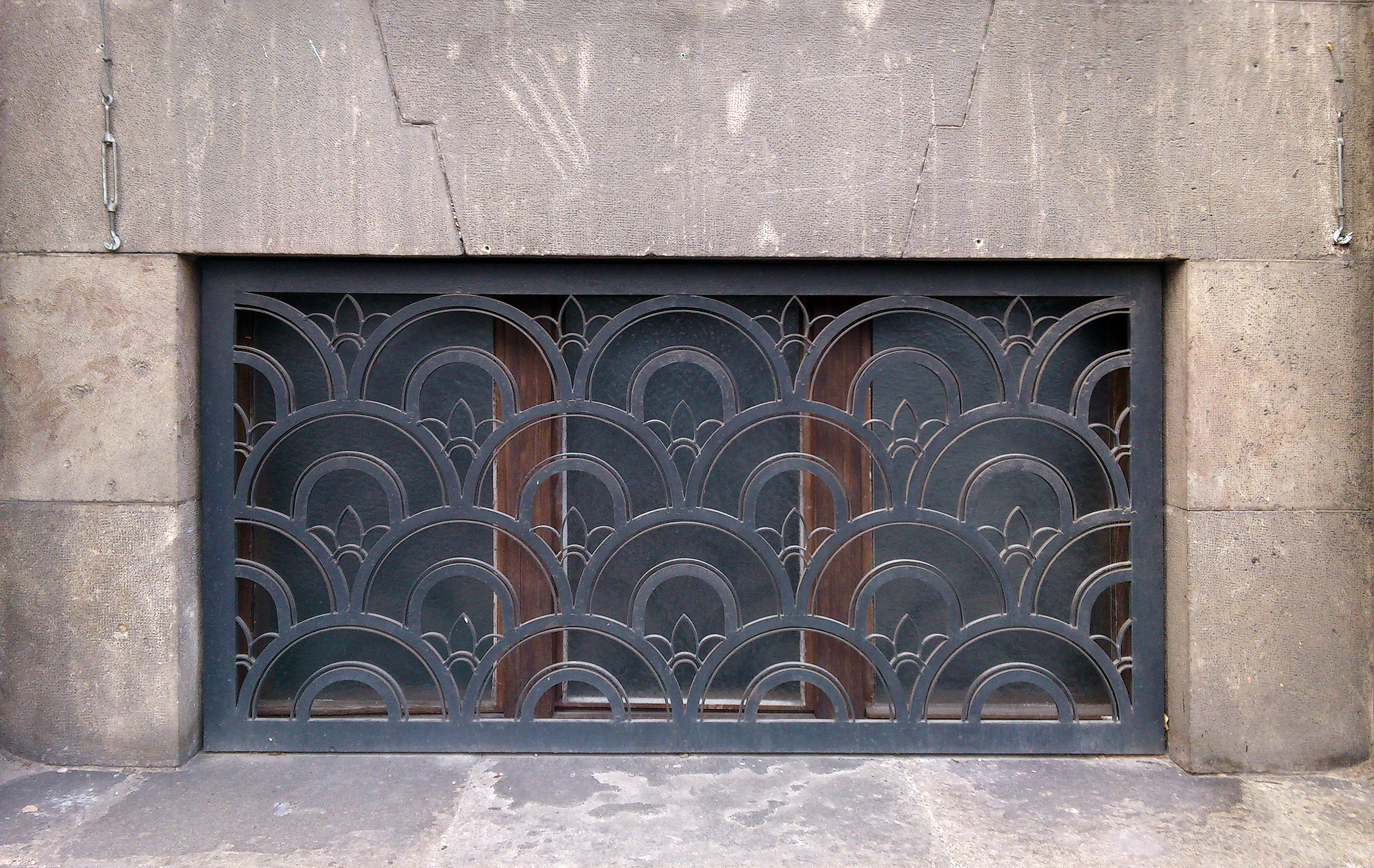
Edificio del Banco Agrario — detalle